# かとうれい子
かとう れい子（かとう れいこ、1981年10月11日 - ）は、日本の歌手。
東京都出身。所属レコード会社は徳間ジャパンコミュニケーションズ、2009年に「東京夜曲」でデビュー。キャッチフレーズは『昭和の香りをはこぶ平成の歌姫』。

## 来歴

### デビュー前
- 2004年、作詞家・作曲家のたきのえいじが審査を務めた東京のカラオケ大会に出場、森昌子の「越冬つばめ」を唄い優勝。後にたきのにスカウトされ、2009年にデビューするまで5年間師事した。修業中は作曲家・浜圭介のレッスンや編曲家・高田弘のボイストレーニングなども受けた[2][3]。
- デビューが決まるまでの5年間、たきのの指導に聞く耳を持たない時期もあったという[4]。それでもたきのがデビューを急がせなかった背景には、プロとしての歌声を熟成して丈夫な精神力を身につけ、歌の内面にストイシズムと美意識を感じさせられる表現者に成長してほしいと願う想いが込められていた[4]。そのような時を経て、かとうの歌に対する意識が次第に変わり始めていった[5]。
- たきのの下で修業を始めて3年が過ぎた2007年頃より、たきのと2人でライブ活動[6]を始めた[7]。これは、デビューしてから生の感覚を身に付けるのでは手遅れになる、とのたきのの考えによるもので、かとうが唄い、たきのがギター・ケーナ・尺八・ピアノ等を担当して、デビューの日程が決まるまで日本各地を回り、ライブやデモテープ作りを重ねた[8][9]。
- 2008年11月28日、DVD『麻雀創世記 打天使』シリーズ第二章の主題歌に「こころ」（後にデビューシングル「東京夜曲」のカップリング曲として収録）収録[1]。
- 2009年1月23日、DVD『麻雀創世記 打天使』シリーズ第三章の主題歌に「通しゃんせ」収録[1]。
- 2009年3月、神奈川県警大船警察署・大船防犯連合協会からの依頼により「防犯のうた」を防犯キャンペーンソングとして制作[1]、3月10日、大船署に寄贈。管内を巡回するパトカーや広報車などのスピーカーから同曲が放送されたほか、管内の小中学校や地域行事などの啓発活動にも用いられた[10]。

### デビュー後
- 2009年11月4日、「東京夜曲」で徳間ジャパンコミュニケーションズよりデビュー[1]。当日は曲の舞台となった高円寺の南口パル商店街で新曲発表会を行った[11][12]。

- 2013年8月7日、3rdシングル「絵はがき」をリリース[1]。当日は楽曲タイトルにちなんで東京・大手町の逓信総合博物館で、マスコミ向け発売記念イベントを開催し、歴代の郵便ポストに囲まれた展示コーナーで「絵はがき」を歌った[13]。

- 2015年1月19日、東京・南青山にある南青山MANDALAで新曲発表会ライブを開催[1]。新曲「ありふれた一日」「100年後僕らは…大洲より」を含む15曲を披露した。
- 同曲CD購入者を対象に、『「ありふれた一日」から感じたあなたの想い、あなたにとっての幸せ』をテーマとした『かとうれい子新曲「ありふれた一日」キャンペーン』を実施。全国から寄せられたオリジナルの作文・詩・俳句など計103作品[要出典]の中から、優秀賞をはじめ各賞が選ばれ、4月4日に授賞式が行われた[14]。

- 「ありふれた一日」のカップリング曲「100年後僕らは…大洲より」が、愛媛県大洲市が2015年1月に合併10周年を迎えたことを記念して制作された『大洲市民の歌』である事から、1月11日に大洲市が挙行した大洲市合併10周年記念式典の中で同市より委嘱を受け、補作詞と作曲を担当した同市出身のたきのえいじとともに『大洲市きらめき大使』に就任[15][16]。

- 筋萎縮性側索硬化症（通称：ALS）の啓発や治療法の確立、政策提言を呼びかけるために設立された一般社団法人『END ALS』[17]のメンバーの尾崎千春が作詞、たきのえいじが作曲したEND ALS応援ソング 「まぶたの叫び」（2015年9月制作）の歌唱に協力。ヴォーカルユニット・YOKOHAMA屋のメンバーの田崎ルミが歌唱し、かとうはコーラスを担当[18]。

## 人物
- 昭和生まれの平成育ち、そして、ひと昔前の大正・昭和の流行歌を好む[1]。日刊ゲンダイのインタビューでかとうは「家でも土鍋でご飯を炊き、電気掃除機も使わない。濡らした新聞紙を細かくちぎって部屋にバラまいてほうきで掃くんです。洗濯もちょっとした物なら洗濯板で洗っちゃいますね。ええ、生活そのものからして昭和なんです」と述べている[19]。また、学生時代、友人たちはSMAP等のアイドルのコンサートを観に行っていたのに対し、かとうは1人で北島三郎の新宿コマ劇場公演に足を運び、ラストの「まつり」ではいつも興奮していたという[20]。

- 幼少期は、絵本より恐竜や化石の図鑑に興味があり、大人になったら化石発掘者やアリの研究者になりたかったという[3]。図書館に通ってアリに関する図鑑や文献を読み、アリの世界の素晴らしさや奥深さに魅了されていったかとうは[3]、趣味が高じて2011年5月、主に研究者や学生などで構成される日本蟻類研究会に入会、年1回の学術研究発表会にも参加している[5][21]。

アリ以外の昆虫も好きで、小学生の頃、夏休みの自由研究でセミの抜け殻を約500個箱に詰めて提出したことがあった。セミは地中で5年から6年の間過ごし、やっと地上に出たのもつかの間、1週間で命を終える頃には、体の中は空っぽになっており、幼心にセミの命を儚く感じたことが動機になったからだという。
- 河童に対する興味があり、遠野市観光協会発行の『カッパ捕獲許可証』を所持し、いつかめぐり逢えると信じ続けている。本人曰く「地球上にはまだ発見されていない生物が沢山いると思うと夢が膨らむ」とのこと[23]。

- 三毛猫の『たまさん』、サバトラの『あずきさん』と『まるさん』というネコを飼っており、心を癒し、元気づけてくれる存在とのこと[24][25]。

- 八女茶と千葉茶を栽培しており、自ら茶葉を収穫・製茶して「お茶会」を開催する将来構想がある。

- 雑誌『ラジオ番組表2014年秋号（三才ムックvol.747）』（三才ブックス）の『第7回 好きなDJランキング』でAMラジオ部門3位（280票）、『ラジオ番組表2015年秋号』の『第8回 好きなDJランキング』では5位を獲得。

### 昭和歌謡ライブ
- デビュー半年の2010年5月22日[26]より、フードテーマパーク・新横浜ラーメン博物館（新横浜）館内の地下2階広場（通称：鶴亀公園）で『昭和ロマンでつづる日本の歌・心の歌』をテーマに昭和歌謡ライブを、1年目の2010年は不定期に計5回、2年目の2011年以降は毎月開催している[27]。

- ライブ拠点である新横浜ラーメン博物館が2014年3月6日に開館20周年を迎えたことを祝して、同年4月19日、ゲストに放送作家・作詞家の杉紀彦、作詞・作曲家のたきのえいじ、女性23人の演歌ヴォーカルユニット・YOKOHAMA屋を迎え、スペシャルライブを開催。また同日、かとうが準レギュラーとして出演中のラジオ日本『杉紀彦のラジオ村』の番組公開収録も同時に行われ、収録された内容は同年5月2日の番組内で放送されたほか、翌5月3日には、かとうがラジオパーソナリティを務めるラジオ日本『かとうれい子の三丁目の純情』番組内でもライブ当日の内容が放送された。

- 昭和歌謡ライブが通算50回目を迎えた2014年9月27日、記念スペシャルライブを開催[28]。

- 2014年10月25日に開催された第51回ライブでは、株式会社アイ・ティ・エーが運営するウェブ配信マガジン『はまれぽ.com』の記者取材を受け、ライブ当日の様子のほか、昭和歌謡ライブ開催までの経緯やスタート当時の苦労話、かとう本人へのインタビューなどの記事が同年11月17日に配信された[29]。

- 2010年5月22日にスタートした昭和歌謡ライブが2015年6月で6年目に突入したことを記念して、6月20日にスペシャルライブを開催。

### 古典落語
- 2010年から2014年まで毎年秋に開催したコンサートではオープニングで一芸を披露してきたが、2013年は初めて落語を行った。高座名は博多屋こんぺいとう、演目は古典落語の『寿限無』、落語指導は2代目古今亭志ん五[30][31]。

- 2014年5月25日、お江戸日本橋亭で、共演に六本木ヒロシ、ゲストに古今亭志ん五を迎え、初めての落語会を開催[32][34]。

- 『☆健康一番! お金は二番! 3人揃えば〜百人力♪』をキャッチフレーズに[要出典]、かとう、六本木ヒロシ、古今亭志ん五の3人による落語と歌の会は、『落演倶楽部（）』の愛称が付けられた[35]。

- 2015年4月4日、落演倶楽部2回目の公演をお江戸日本橋亭で開催[36]。その後、竹川美子も加え[37]、2015年11月30日[37]に同じくお江戸日本橋亭にて落演倶楽部を開催。

## ディスコグラフィー
いずれもクラウン徳間ミュージックより発売。
シングル
1. 東京夜曲（2009年11月4日、TKCA-90353）
2. 純情（2011年9月7日、TKCA-90448）
3. 絵はがき（2013年8月7日、TKCA-90566）
4. ありふれた一日（2015年1月7日、TKCA-90672）

アルバム
- コンピレーションアルバム

R40'S本命 ヤング演歌 〜若いチカラ〜（2014年3月5日、TKCA-74053） - 「東京夜曲」収録

## 主なメディア出演
テレビ
- Jソングアワー 〜あの人の歌が聞こえる〜『たきのえいじ音楽館』（2012年3月 - 10月、千葉テレビ他） - コーナーレギュラー
- 宮本隆治の歌謡ポップス☆一番星『今月のママさん』（2012年7月 - 2013年9月、歌謡ポップスチャンネル） - コーナーレギュラー

ラジオ
- 杉紀彦のラジオ村『フライデートーク かとうれい子の金曜日』（2010年 - 、ラジオ日本） - コーナーレギュラー
- 走裕介とかとうれい子のUSENへようこそ!（2011年4月4日 - 2014年3月31日、USEN 演歌ステーション C-42 ch）
- かとうれい子の三丁目の純情（2011年10月1日 - 、ラジオ日本）
- 元気はつらつ歌謡曲『松原のぶえ・かとうれい子 最新演歌・歌謡情報』（2014年3月31日 - 、全国コミュニティFM局ネット）

雑誌
いずれも連載エッセイ。
- 月刊歌の手帖『かとうれい子のえんがわ便り』[注釈 1]（2012年6月号 - 、マガジンランド）
- 月刊ミュージックスター『かとうれい子の花まる瓦版』（2011年10月号 - 2012年3月号、エクシング・ミュージックエンタテイメント）

## コンサート
- デビュー1周年記念コンサート 〜音楽の玉手箱〜（2010年10月7日、座・高円寺2）

ゲスト：東京大衆歌謡楽団、杉紀彦
- 音楽の玉手箱 Vol.2 〜昭和の香りを耳で嗅ぐ〜（2011年9月22日、座・高円寺2）

ゲスト：山崎ハコ、杉紀彦
- 音楽の玉手箱 Vol.3 〜昭和の情景〜（2012年10月18日、座・高円寺2）

司会：小池可奈、ゲスト：杉紀彦
- 音楽の玉手箱 Vol.4 〜四季の彩り〜（2013年10月8日、座・高円寺2）

司会：最所千加子、ゲスト：杉紀彦
- 音楽の玉手箱 Vol.5 〜い・ろ・は・の音色〜（2014年10月10日、座・高円寺2）[38][39]

司会：最所千加子、ゲスト：杉紀彦
- 音楽の玉手箱 Vol.6 〜夏色コンサート〜（2015年7月25日、ライブハウス・晴れたら空に豆まいて[40]）
- 音楽の玉手箱 Vol.7 〜秋色コンサート〜（2015年10月31日、南青山MANDALA[40]）

ゲスト：夏木ゆたか
- 音楽の玉手箱 Vol.8 〜冬色コンサート〜（2016年2月22日、南青山MANDALA[40]）